# Percival Garratt
Percival Garratt, född 1877, var en brittisk tonsättare. Han var gift med violinvirtuosen Eve Lechmere.
Garratt var elev till L. Rée i Wien och Karl Klindworth i Berlin. Han uppträdde på konsertturnéer i de flesta av Europas stora musikstäder, komponerade pianostycken, sånger och violinverk, dessutom pantomimen A cartload of villains och sångspelet Cherrystones.